# Pirttisaari (ö i Norra Savolax, Kuopio, lat 63,09, long 27,32)
Pirttisaari är en ö i Finland.   Den ligger i norra delen av sjön Kallavesi och i  kommunen Kuopio i den ekonomiska regionen  Kuopio ekonomiska region  och landskapet Norra Savolax, i den centrala delen av landet, 300 km norr om huvudstaden Helsingfors.